# Nymphula bistrigalis
Nymphula bistrigalis là một loài bướm đêm trong họ Crambidae.